# Vilhena delicata
Vilhena delicata is een hooiwagen uit de familie Assamiidae.